# Romualdas Murauskas
Romualdas Murauskas (ur. 2 października 1934 w Kownie, zm. 23 maja 1979 tamże) – litewski bokser walczący w barwach ZSRR, medalista olimpijski z 1956.
Występował w wadze półciężkiej (do 81 kg). Startował na mistrzostwach Europy w 1955 w Berlinie Zach., gdzie przegrał w ćwierćfinale z obrońcą tytułu Ullim Nitzschke z NRD.
Na igrzyskach olimpijskich w 1956 w Melbourne Murauskas wywalczył brązowy medal, przegrywając w półfinale z późniejszym mistrzem Jamesem Boydem z USA. Wystąpił na mistrzostwach Europy w 1957 w Pradze, ale przegrał pierwszą walkę z Andrzejem Wojciechowskim.
Murauskas był mistrzem ZSRR w wadze półciężkiej w 1956 oraz brązowym medalistą w 1955, 1959 i 1960. Był również mistrzem Litwy w latach 1954 i 1956-1960 oraz mistrzem krajów bałtyckich w 1960. 
Występował w klubie Žalgiris Kowno. Stoczył 205 walk, z których wygrał 189.